# Élections générales ténoises de 1967
Les élections générales des Territoires du Nord-Ouest de 1967 se sont déroulées le 4 juillet 1967. Ce sont les dixième élections générales des Territoires du Nord-Ouest.

## Histoire
Une tragédie a suivi les élections. En effet, le député tout juste élu Bill Berg meurt dans un écrasement d'avion pendant qu'il volait vers Yellowknife le 1er octobre 1967 seulement quelques jours après que le nouveau conseil ait entré en fonctions.
Ce fut la première fois depuis 1905, qu'il y a plus de députés élus que nommés.
Ce fut aussi les premières élections dans l'histoire des Territoires du Nord-Ouest où les circonscriptions couvraient l'ensemble du territoire. La redistribution des circonscriptions fut un résultat de la Commission Carrothers.

## Résumé
| Résumé des élections | Nombre de candidats | Nombre de candidats | Vote populaire | Vote populaire |
| -------------------- | ------------------- | ------------------- | -------------- | -------------- |
| Résumé des élections | Incumbent           | New                 | #              | %              |
| Candidats élus       | 1                   | 5                   | ?              | ?              |
| Candidats acclamés   | ?                   | 1                   |                |                |
| Candidats nommés     | 2?                  | 3                   |                |                |
| Candidats défaits    |                     |                     |                |                |
| Total                |                     |                     | 6,463          | 100 %          |
| Turnout 64.6%        |                     |                     |                |                |